# The Instigators
The Instigators (wörtlich „Die Anstifter“) ist eine Filmkomödie und ein Heist-Thriller von Doug Liman. Der Film mit Matt Damon, Casey Affleck, Hong Chau und Michael Stuhlbarg in den Hauptrollen startete Anfang August 2024 in die US-Kinos und wurde eine Woche später in das Programm von Apple TV+ aufgenommen.

## Handlung
Um einem Politiker dessen unrechtmäßig erworbenes Geld zu klauen, tun sich ein verzweifelter Vater und ein Ex-Knacki zusammen. Der Coup geht jedoch in die Hose, und so flüchten die beiden Männer gemeinsam mit ihrer Therapeutin.

## Produktion
Regie führte Doug Liman. Das Drehbuch schrieben Casey Affleck und Chuck MacLean.
Affleck ist zudem neben Matt Damon, Limans Titelheld aus Die Bourne Identität, Hong Chau und Michael Stuhlbarg in einer der Hauptrollen zu sehen. In weiteren Rollen spielen Ving Rhames, Paul Walter Hauser, Jack Harlow, Alfred Molina, Toby Jones und Ron Perlman.
Die Dreharbeiten fanden im Frühjahr 2023 in Valley Stream im US-Bundesstaat New York statt. Als Kameramann fungierte, wie bei Limans vorherigem Film Road House, der Brite Henry Braham.
Die Filmmusik komponierte der Kanadier Christophe Beck, mit dem Liman bereits für Edge of Tomorrow, Barry Seal – Only in America und ebenfalls Road House zusammenarbeitete. Das Soundtrack-Album mit insgesamt 24 Musikstücken soll zum US-Kinostart von Platoon als Download veröffentlicht werden.
Der erste Trailer wurde Mitte Juni 2024 vorgestellt. Der Film kam am 2. August 2024 in ausgewählte US-Kinos und wurde am 9. August 2024 in das Programm von Apple TV+ aufgenommen.

## Rezeption
In den USA erhielt der Film von der MPAA ein R-Rating, was einer Freigabe ab 17 Jahren entspricht.
Die Kritiken fielen mit Stand der Veröffentlichung unterdurchschnittlich aus.
Chris Schinke schreibt in seiner Kritik für den Filmdienst, auf welcher Seite der Skala zwischen „good guys“ und „bad guys“ die Personen stehen, sei in The Instigators nicht immer sofort auszumachen. Es falle nicht immer leicht, dem schwungvollen Plot auf allen Finten, Abwegen und explosionsartigen Entwicklungen zu folgen, was aber auch gar nicht so wichtig sei, da die Lust an der gutgelaunten Inszenierung im Vordergrund stehe. Matt Damon und Casey Affleck verkörperten die beiden strauchelnden Männer recht formidabel. Viel Eindruck schinde auch Ving Rhames in der Rolle als Polizeichef. Zudem ziehe sich ein unaufdringlicher Strang von moralischer Erzählung durch den Film.